# Skørsø
Skørsø este o arie protejată (arie specială de conservare — SAC, sit de importanță comunitară — SCI) din Danemarca întinsă pe o suprafață de 12 ha, integral pe uscat.

## Localizare
Centrul sitului Skørsø este situat la coordonatele 56°32′54″N 8°51′15″E / 56.548333°N 8.854167°E.

## Înființare
Situl Skørsø a fost declarat sit de importanță comunitară în februarie 1998 pentru a proteja 1 specie de animale. Situl a fost protejat și ca arie specială de conservare în decembrie 2011.

## Biodiversitate
Situată în ecoregiunea atlantică, aria protejată conține 1 habitat natural: Ape oligotrofe din câmpii nisipoase, cu un conținut foarte redus de minerale (Littorelletalia uniflorae).
La baza desemnării sitului se află o specie protejată de  mamifere: vidră de râu (Lutra lutra).